# Oonops
Oonops – rodzaj pająka z rodziny Oonopidae i podrodziny Oonopinae.
Takson prawie kosmopolityczny. W Amerykach rozsiedlony jest od Stanów Zjednoczonych na północy przez Meksyk, Karaiby i Amerykę Centralną po Wenezuelę i Brazylię. W krainie etiopskiej znany z Afryki Wschodniej i Południowej. 10 gatunków występuje w zachodniej części Palearktyki, w tym 2 w zachodniej części Azji, 3 w Afryce Północnej i 9 w Europie. W Polsce występują O. domesticus i O. pulcher – oba spotykane w warunkach synantropijnych. W krainie australijskiej po 1 gatunku występuje na Lord Howe, Mikronezji i Tasmanii, przy czym na tej ostatniej jest to zawleczony z Europy O. pulcher
Rodzaj i gatunek typowy opisane zostały w 1835 roku przez Roberta Templetona. Dotychczas opisano 48 gatunków:
- Oonops acanthopus Simon, 1907
- Oonops alticola Berland, 1914
- Oonops amacus Chickering, 1970
- Oonops amoenus Dalmas, 1916
- Oonops aristelus Chickering, 1972
- Oonops balanus Chickering, 1971
- Oonops caecus Benoit, 1975
- Oonops citrinus Berland, 1914
- Oonops cubanus Dumitrescu & Georgescu, 1983
- Oonops cuervus Gertsch & Davis, 1942
- Oonops domesticus Dalmas, 1916
- Oonops ebenecus Chickering, 1972
- Oonops erinaceus Benoit, 1977
- Oonops figuratus Simon, 1891
- Oonops gavarrensis Bosselaers, 2017
- Oonops globimanus Simon, 1891
- Oonops hasselti Strand, 1906
- Oonops itascus Chickering, 1970
- Oonops leai Rainbow, 1920
- Oonops leitaoni Bristowe, 1938
- Oonops longespinosus Denis, 1937
- Oonops longipes Berland, 1914
- Oonops loxoscelinus Simon, 1893
- Oonops lubricus Dalmas, 1916
- Oonops mahnerti Brignoli, 1974
- Oonops minutus Dumitrescu & Georgescu, 1983
- Oonops oblucus Chickering, 1972
- Oonops olitor Simon, 1910
- Oonops ornatus Chickering, 1970
- Oonops persitus Chickering, 1970
- Oonops petulans Gertsch & Davis, 1942
- Oonops placidus Dalmas, 1916
- Oonops procerus Simon, 1882
- Oonops propinquus Dumitrescu & Georgescu, 1983
- Oonops pulcher Templeton, 1835
- Oonops pulicarius Simon, 1891
- Oonops reddelli Gertsch, 1977
- Oonops reticulatus Petrunkevitch, 1925
- Oonops ronoxus Chickering, 1971
- Oonops rowlandi Gertsch, 1977
- Oonops sativus Chickering, 1970
- Oonops sicorius Chickering, 1970
- Oonops stylifer Gertsch, 1936
- Oonops tectulus Chickering, 1970
- Oonops triangulipes Karsch, 1881
- Oonops tubulatus Dalmas, 1916
- Oonops vestus Chickering, 1970
- Oonops viridans Bryant, 1942